# 베른트 슈스터
베언하트 "베른트" 슈스터(독일어: Bernhardt "Bernd" Schuster ˈbɛʁnhaʁt ˈbɛʁnt ˈʃuːstɐ[*], 1959년 12월 22일, 바이에른 주 아우크스부르크 ~)는 1970년대 말부터 1990년대 초까지 활약한 독일의 전 축구 선수로, 스페인의 바르셀로나(1980–1987)와 레알 마드리드(1988–1990)에서 활약하면서 몇 차례 우승을 거두었다. 그는 미드필더로 활약하며 금발의 천사(der Blonde Engel)라는 별칭으로 수식되었다. 현역 선수로서 은퇴한 후, 그는 다수의 유럽 구단을 지도했는데, 이 중 레알 마드리드 감독 시절에는 2007–08 시즌에 리그 우승을 거두기도 했다.

## 클럽 경력
슈스터는 서독 U-18 국가대표팀에서 수 차례 기대를 끌어모으는 성과를 내고 1978년에 18세의 나이로 쾰른에서 프로 무대 신고식을 치렀다. 슈스터는 UEFA 유로 1980이 종료하고 쾰른을 떠나 스페인의 바르셀로나에 입단하여 대성공을 거두었다. 그는 현역 시절에 레알 마드리드, 아틀레티코 마드리드, 그리고 레버쿠젠에서 활동했다. 그의 은퇴 무대는 멕시코의 UNAM 푸마스였는데, 그는 1997년 봄에 10경기 출전하였다.

### 바르셀로나
슈스터는 1980년대 바르셀로나의 주축 선수로, 중원을 점거하고 많은 득점을 올렸다. 그러나, 주제프 류이스 누녜스 당시 바르셀로나 회장과 슈스터가 바르셀로나 시절 지휘봉을 잡았던 엘레니오 에레라, 우도 라테크, 테리 베너블스, 그리고 루이스 아라고네스 감독은 그와 마찰을 빚곤 했다. 그에도 불구하고, 그는 1980년에 유러피언 실버볼을, 1981년과 1985년에는 유러피언 브론즈볼을 획득했다. 1981년 21세였을 당시 그는 아틀레틱 빌바오의 수비수 안도니 고이코에체아의 태클로 오른쪽 무릎에 중상을 입었다.

### 레알 마드리드
그의 레알 마드리드 이적은 바르셀로나와 마드리드 간의 강력한 숙적 관계였기에 논란의 대상이 되었다. 베른트 슈스터의 경기 방식은 마드리드 유소년부 졸업생들인 독수리 편대와 상호 보완 효과를 내면서 1980년말 스페인 리그를 지배한 선수단으로 스페인 축구 역사에 한획을 그었다.

### 아틀레티코 마드리드
슈스터는 1990년 가을에 아틀레티코 마드리드로 이적하여 아틀레티코의 기존 후방 패스 경기 방식을 개선하는데 도움을 주었다. 그의 길고 정확한 패스는 아틀레티코 마드리드가 리그에서의 위상을 회복하는 데에 큰 도움이 되었다.

### 레버쿠젠
1993년, 슈스터는 모국 독일로 복귀해 레버쿠젠으로 이적했다. 그의 공헌에도 불구하고, 소속 구단은 분데스리가와 DFB-포칼을 획득할 수 없었으나, 그의 활약은 그가 1994년 FIFA 월드컵 선수단에 합류해야 한다는 국내 여론을 조성했다. ARD의 TV 방송 프로그램 "올해의 골" 투표에서 슈스터가 1994년에 1위를 세 번 차지했다. 최근 50년 동안의 최고 유럽 선수를 알기 위해 실시한 UEFA 50주년 여론 조사에서 슈스터는 40위를 차지했다.

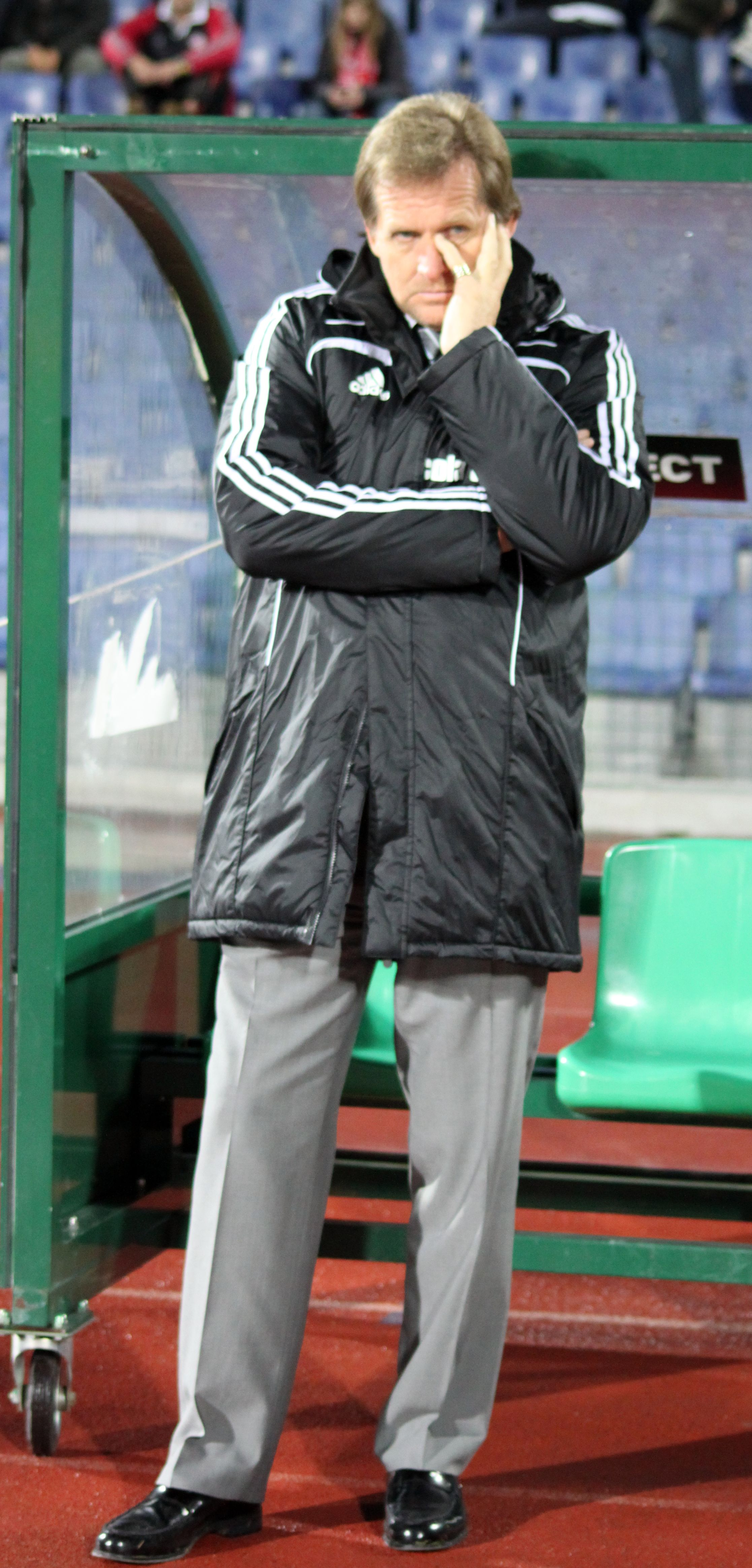
2010년, CSKA 소피아전을 앞둔 베식타시의 슈스터

## 국가대표팀 경력
그는 이탈리아에서 열린 UEFA 유로 1980을 우승한 서독 국가대표팀일원으로, 서독이 참가한 4경기 중 2경기에 출전했다. 그의 대회에서의 맹활약으로 골든볼을 획득한 국가대표팀 동료 칼-하인츠 루메니게에 이어 실버볼을 획득하였다. 그러나, 그는 차남 다비트의 출생 때문에 알바니아와의 경기에 불참할 의사를 밝혔는데, 이는 당시 스포츠계에 큰 파문을 일으켰다. 슈스터는 계속되는 독일 축구 연맹과 유프 데어발 국가대표팀 감독 외에도 파울 브라이트너 같은 국가대표팀 동료와도 마찰을 계속 빚으면서 24세의 나이로 국가대표팀 경기에 더 이상 활약하지 않겠다고 선언하였다. 슈스터의 말에 따르면, 브라질과의 친선경기를 놓고서 바르셀로나와도 독일 국가대표팀과도 마찰을 빚었다고 밝혔다. 도합하여 슈스터는 서독 국가대표 선수로 21번 출전하였다.

## 감독 경력

### 포르투나 쾰른
슈스터는 1997년 7월 1일부터 1998년 6월 30일까지 포르투나 쾰른을 지휘했다.

### 쾰른
슈스터는 1998년 7월 1일에 사상 첫 2부 리그 강등의 굴욕을 겪은 쾰른의 감독이 되었고, 1999년 6월 30일까지 이 직위를 맡았다. 슈스터는 자신의 임기에 쾰른을 다시 1부 리그로 올려놓지 못하였다. 2000년, 그는 스코틀랜드의 던디 사령탑을 맡기 위해 이력서를 제출했지만, 던디 회장은 그의 구직 요청을 거절했다.

### 헤레스
슈스터는 2001년 6월 26일에 헤레스의 감독이 되었다. 슈스터는 헤레스를 2시즌 동안 성공적으로 지휘했다. 당시 헤레스가 거둔 성적은 역대 2번째와 3번째로 좋은 성적이었다. 그러나, 그는 헤레스를 라 리가로 승격시키지는 못하였다.

### 샤흐타르 도네츠크
2003년 6월, 그는 같은 해 7월 1일부터 샤흐타르 도네츠크의 지휘봉을 잡기로 수락하였다. 슈스터는 샤흐타르 도네츠크를 이끌고 역대 최다 연승 기록을 세웠다. 그러나, 소속 구단은 리그 우승을 거두지 못했고, 로코모티프 모스크바에 밀려 UEFA 챔피언스리그 본선행이 좌절되었다. 슈스터는 2004년 5월 5일에 해임되었는데, 당시 샤흐타르 도네츠크는 2004년 쿠보크 우크라이나 결승전을 남겨놓고 있었다.

### 레반테
그는 2004년 여름에 스페인 무대로 복귀해 레반테의 감독이 되었다. 그러나, 레반테는 5경기를 남겨놓고 강등권과 승점차가 5점 밖에 나지 않은 곳에서 맴돌았다. 결국 슈스터는 2005년 5월 1일에 경질되었다. 슈스터를 경질한 레반테는 이후 상황이 악화되어 1승도 더 추가하지 못했고, 결국 세군다 디비시온으로 강등되었다.

### 헤타페
슈스터는 2005년 여름에 헤타페의 감독으로 취임했다. 슈스터는 헤타페를 이끌고 1년차에 당시 역대 최고 성적을 냈다. 슈스터의 헤타페는 2년차에 더욱 성공적인 시즌을 보냈는데, 라 리가 시즌을 7위로 마감했다. 헤타페는 바르셀로나와의 코파 델 레이 준결승 1차전에서 1-2로 졌지만 2차전에서 4-0 대승으로 극복하고 대회 결승까지 올라가면서 2007–08 시즌 UEFA컵 진출권을 확보하기도 했다.

### 레알 마드리드

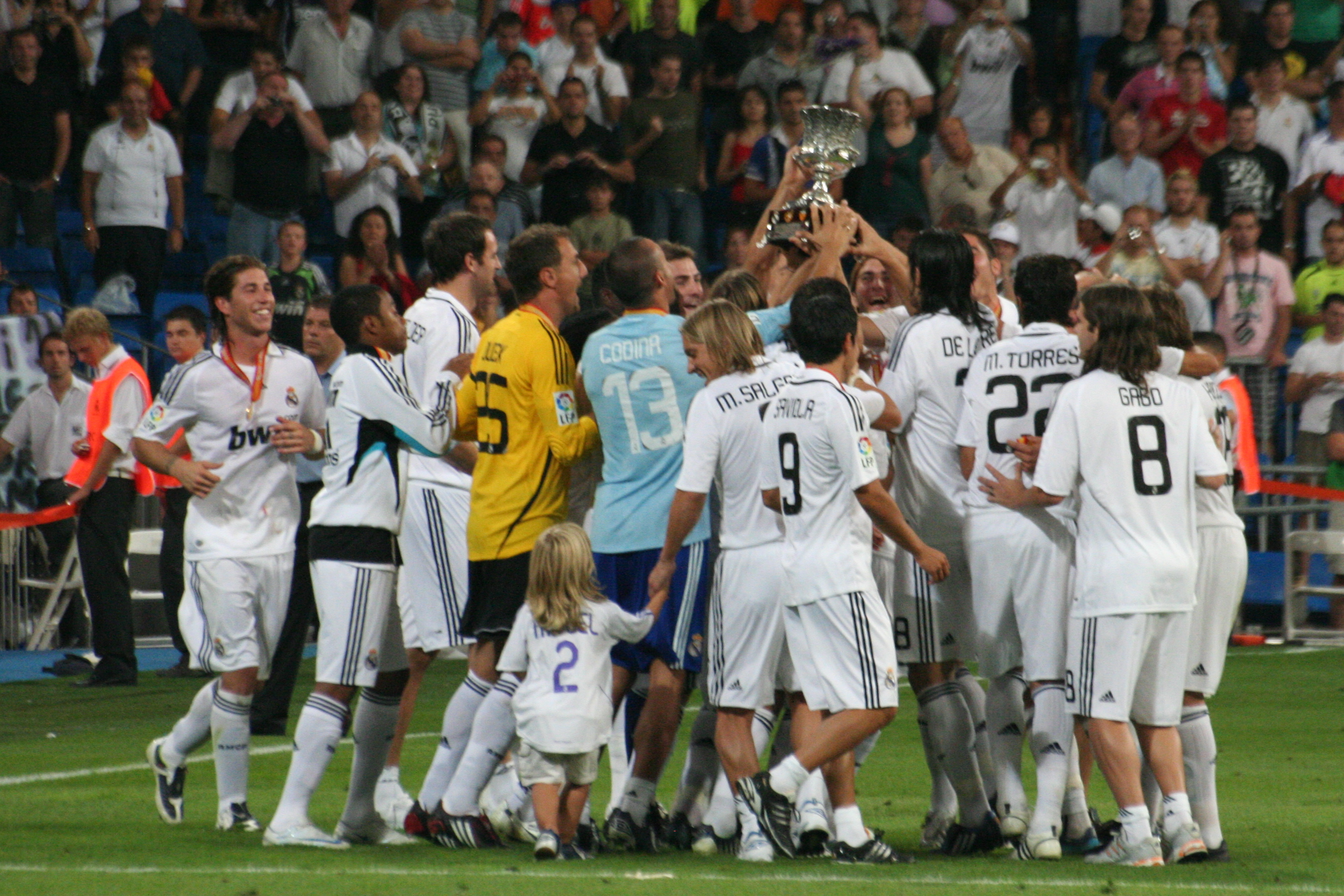
2008년, 수페르코파 데 에스파냐 우승을 자축하는 레알 마드리드 선수단

슈스터는 2007년 7월 9일에 레알 마드리드 감독으로 내정되었다. 그는 레알 마드리드 감독으로서 선수단을 훌륭하게 지휘하여 라 리가 선두로 이끌었다. 산티아고 베르나베우에 다시 공격 축구의 바람이 불기 시작했고, 마드리드는 공격 지표에서 최고치를 나타냈는데, 안방에서 무패행진을 이어나갔고, 숙적 바르셀로나를 적지 캄 노우에서 이기면서, 당시 2위를 달리던 바르셀로나와의 승점차를 7점으로 늘렸다.
레알 마드리드 선수단은 올림피아코스, 베르더 브레멘, 그리고 라치오와 편성된 UEFA 챔피언스리그 조에서 1위를 차지해 대회 16강에 진출하였다. 그는 레알 마드리드의 경기 방식에 변화를 주었는데, 파비오 카펠로 시절의 수비적인 축구에서 빠른 박자의 공격적인 축구로 바꾸었다. 그러나, 로마와의 UEFA 챔피언스리그 16강 2차전에서 1-2로 패하면서 레알 마드리드가 탈락하자, 슈스터가 마드리드의 지휘봉을 계속 잡을 수 있는가에 대한 의문이 나왔지만, 구단 당사는 의혹을 전면 부인했다. 2008년 5월 4일, 슈스터는 3경기를 남겨놓고 레알 마드리드의 통산 31번째 리그 우승을 확정시켰다.
2008년 5월 18일, 슈스터의 레알 마드리드는 숙적 바르셀로나가 세운 최다 승점 기록(85점)과 동률을 이루었다. 그는 다음 시즌을 수페르코파 데 에스파냐 우승으로 시작하였다. 슈스터는 마드리드에서 성공적인 행보를 보였으나, 언론과의 충돌이 잦은 편이었다. 때로는 질문에 답하기를 거절하거나, 논란이 있는 답을 하거나 비꼬면서 답하는 것 외에도 기자 회견 중도에 나가는 경우도 있었다. 2008년 12월 9일, 슈스터는 세비야와의 경기에서 3-4로 패한 후 공개적으로 자신의 선수단이 (당시 페프 과르디올라가 지휘하는) 바르셀로나와의 고전 더비 경기에서 승산이 없다고 발언한 후, 마드리드 감독직을 그만두었다. 그의 지휘봉은 후안데 라모스가 가져갔다.

### 베식타시
2010년 6월 10일, 터키의 베식타시는 슈스터가 2년 계약을 맺고 구단의 새 감독이 되었다고 발표하였다. 그가 취임한 후 영입한 선수들은 포르투갈의 측면 미드필더 히카르두 쿠아레즈마와 독일의 로베르토 힐버트, 그리고 레알 마드리드 감독 시절 동행했던 미드필더 구티였다. 이후에도 슈스터는 포르투갈 선수 시망 사브로자, 우구 알메이다, 마누엘 페르난드스 세 명을 선수단에 추가했다. 슈스터는 2011년 3월 15일에 사표를 제출했는데, 베식타시는 부진한 성적을 거두었고, 슈스터는 언론과 또다시 마찰을 빚고, 기자 회견에서 논란의 발언을 하거나 도중에 회견장을 박차고 나갔다. 터키 언론은 슈스터가 무모한 공격 전술을 사용했다고 비판하였다.

### 말라가
슈스터는 2013년 6월 12일에 말라가의 사령탑에 올랐다. 2014년 5월, 말라가가 리그에서 10위 밖의 성적을 내면서, 슈스터의 계약은 해지되었다.

### 다롄 프로
2018년 3월 19일, 중국 슈퍼리그의 다롄 프로은 슈스터가 감독으로 취임했다고 공식 발표했다. 그는 2019년에 다롄을 떠났고, 후임은 최강희가 되었다.

## 경력 통계

### 클럽
출처:
| 클럽 통계 | 클럽 통계           | 클럽 통계         | 리그 | 리그 | 컵           | 컵           | 리그컵          | 리그컵          | 대륙 | 대륙 | 합계 | 합계 |
| 시즌      | 클럽                | 리그              | 출장 | 골   | 출장         | 골           | 출장            | 골              | 출장 | 골   | 출장 | 골   |
| 독일      | 독일                | 독일              | 리그 | 리그 | DFB-포칼     | DFB-포칼     | DFL-리가포칼    | DFL-리가포칼    | 유럽 | 유럽 | 합계 | 합계 |
| --------- | ------------------- | ----------------- | ---- | ---- | ------------ | ------------ | --------------- | --------------- | ---- | ---- | ---- | ---- |
| 1978–79   | 쾰른                | 분데스리가        | 24   | 1    |              |              |                 |                 |      |      |      |      |
| 1979–80   | 쾰른                | 분데스리가        | 32   | 9    |              |              |                 |                 |      |      |      |      |
| 1980–81   | 쾰른                | 분데스리가        | 5    | 0    |              |              |                 |                 |      |      |      |      |
| 스페인    | 스페인              | 스페인            | 리그 | 리그 | 코파 델 레이 | 코파 델 레이 | 코파 데 라 리가 | 코파 데 라 리가 | 유럽 | 유럽 | 합계 | 합계 |
| 1980–81   | 바르셀로나          | 라 리가           | 23   | 11   | 4            | 0            | -               | -               | 0    | 0    | 27   | 11   |
| 1981–82   | 바르셀로나          | 라 리가           | 13   | 8    | 0            | 0            | -               | -               | 4    | 2    | 17   | 10   |
| 1982–83   | 바르셀로나          | 라 리가           | 28   | 7    | 6            | 1            | 6               | 1               | 7    | 5    | 47   | 14   |
| 1983–84   | 바르셀로나          | 라 리가           | 22   | 7    | 2            | 1            | 1               | 1               | 4    | 1    | 29   | 10   |
| 1984–85   | 바르셀로나          | 라 리가           | 32   | 11   | 6            | 6            | 1               | 0               | 2    | 1    | 41   | 18   |
| 1985–86   | 바르셀로나          | 라 리가           | 22   | 10   | 4            | 0            | 0               | 0               | 6    | 1    | 32   | 11   |
| 1986–87   | 바르셀로나          | 라 리가           | 0    | 0    | 0            | 0            | -               | -               | 0    | 0    | 0    | 0    |
| 1987–88   | 바르셀로나          | 라 리가           | 30   | 9    | 7            | 3            | -               | -               | 8    | 1    | 45   | 13   |
| 1988–89   | 레알 마드리드       | 라 리가           | 33   | 7    | 9            | 2            | -               | -               | 8    | 0    | 50   | 9    |
| 1989–90   | 레알 마드리드       | 라 리가           | 28   | 6    | 6            | 0            | -               | -               | 2    | 0    | 36   | 6    |
| 1990–91   | 아틀레티코 마드리드 | 라 리가           | 29   | 4    | 7            | 1            | -               | -               | 0    | 0    | 36   | 5    |
| 1991–92   | 아틀레티코 마드리드 | 라 리가           | 34   | 6    | 6            | 2            | -               | -               | 6    | 4    | 46   | 12   |
| 1992–93   | 아틀레티코 마드리드 | 라 리가           | 22   | 1    | 2            | 0            | -               | -               | 6    | 0    | 30   | 1    |
| 독일      | 독일                | 독일              | 리그 | 리그 | DFB-포칼     | DFB-포칼     | DFL-리가포칼    | DFL-리가포칼    | 유럽 | 유럽 | 합계 | 합계 |
| 1993–94   | 레버쿠젠            | 분데스리가        | 28   | 5    |              |              |                 |                 |      |      |      |      |
| 1994–95   | 레버쿠젠            | 분데스리가        | 23   | 2    |              |              |                 |                 |      |      |      |      |
| 1995–96   | 레버쿠젠            | 분데스리가        | 8    | 1    |              |              |                 |                 |      |      |      |      |
| 멕시코    | 멕시코              | 멕시코            | 리그 | 리그 | 컵           | 컵           | 리그컵          | 리그컵          | 북미 | 북미 | 합계 | 합계 |
| 1996–97   | UNAM 푸마스         | 프리메라 디비시온 | 9    | 0    |              |              |                 |                 |      |      |      |      |
| 합계      | 독일                | 독일              | 120  | 18   |              |              |                 |                 |      |      |      |      |
| 합계      | 스페인              | 스페인            | 316  | 87   | 59           | 16           | 8               | 2               | 53   | 16   | 436  | 120  |
| 합계      | 멕시코              | 멕시코            | 9    | 0    |              |              |                 |                 |      |      |      |      |
| 합계      | 합계                | 합계              | 445  | 105  |              |              |                 |                 |      |      |      |      |

### 국가대표팀
| 서독 국가대표팀 | 서독 국가대표팀 | 서독 국가대표팀 |
| 연도            | 출장            | 골              |
| --------------- | --------------- | --------------- |
| 1979            | 5               | 0               |
| 1980            | 6               | 1               |
| 1981            | 3               | 2               |
| 1982            | 1               | 0               |
| 1983            | 4               | 1               |
| 1984            | 2               | 0               |
| 합계            | 21              | 4               |

### 감독
2018년 10월 20일 기준
| 구단              | 취임            | 해임            | 기록 | 기록 | 기록 | 기록 | 기록 | 기록 | 기록 | 기록  | 기록   |
| 구단              | 취임            | 해임            | 전   | 승   | 무   | 패   | 득   | 실   | 차   | 율 %  | 주     |
| ----------------- | --------------- | --------------- | ---- | ---- | ---- | ---- | ---- | ---- | ---- | ----- | ------ |
| 포르투나 쾰른     | 1997년 7월 1일  | 1998년 6월 30일 | 35   | 11   | 13   | 11   | 55   | 59   | −4   | 31.43 |        |
| 쾰른              | 1998년 7월 1일  | 1999년 6월 30일 | 35   | 12   | 9    | 14   | 46   | 54   | −8   | 34.29 | [ 29 ] |
| 헤레스            | 2001년 6월 26일 | 2003년 6월 30일 | 89   | 38   | 22   | 29   | 102  | 101  | +1   | 42.70 |        |
| 샤흐타르 도네츠크 | 2003년 7월 1일  | 2004년 5월 5일  | 43   | 30   | 6    | 7    | 82   | 28   | +54  | 69.77 |        |
| 레반테            | 2004년 7월 1일  | 2005년 5월 1일  | 36   | 9    | 9    | 18   | 37   | 52   | −15  | 25.00 |        |
| 헤타페            | 2005년 6월 20일 | 2007년 7월 9일  | 89   | 35   | 21   | 33   | 119  | 101  | +18  | 39.33 |        |
| 레알 마드리드     | 2007년 7월 9일  | 2008년 12월 9일 | 75   | 44   | 9    | 22   | 157  | 100  | +57  | 58.67 |        |
| 베식타시          | 2010년 6월 10일 | 2011년 3월 15일 | 45   | 24   | 8    | 13   | 80   | 50   | +30  | 53.33 |        |
| 말라가            | 2013년 6월 12일 | 2014년 5월 16일 | 40   | 12   | 11   | 17   | 43   | 50   | −7   | 30.00 |        |
| 다롄 프로         | 2018년 3월 19일 | 2019년 2월 10일 | 29   | 13   | 5    | 11   | 41   | 40   | +1   | 44.83 |        |
| 합계              | 합계            | 합계            | 516  | 228  | 113  | 175  | 762  | 636  | +126 | 44.19 | —      |

## 사생활
선수 시절, 슈스터와 그의 배우자 가비는 독일에서 유명 인사로 통했다. 가비는 논란의 주인공이었는데, 그녀는 남편의 요원을 맡았다. 슈스터가 스페인에서 활동하던 당시, 가비는 바르셀로나의 우도 라테크 감독과 국가대표팀의 유프 데어발 감독을 공개적으로 비난했었다. 둘 사이에 4명의 사직을 두고 있다. 2008년 슈스터는 가비와 결별했다. 파경 4년 후인 2012년, 슈스터는 스페인의 변호사인 엘레나 블라스코를 배우자로 맞이했다.

## 수상

### 선수
- 라 리가: 1984–85, 1988–89, 1989–90
- 코파 델 레이: 1980–81, 1982–83, 1987–88, 1988–89, 1990–91, 1991–92
- UEFA 컵위너스컵: 1981–82
- 코파 데 라 리가: 1983
- 수페르코파 데 에스파냐: 1988, 1989
- UEFA 유럽 축구 선수권 대회: 1980

### 감독
- 라 리가: 2007–08
- 수페르코파 데 에스파냐: 2008

### 개인
- UEFA 유럽 축구 선수권 대회의 팀: 1980

- 라 리가 돈 발론 올해의 외국인 선수: 1985, 1991
- 키커 분데스리가 올해의 팀: 1993–94[31]
- 독일 올해의 골: 1994[32]
- 트로페오 미겔 무뇨스: 2006
- 발롱도르
  - 1980 - 2
  - 1981 - 3
  - 1982 - 10
  - 1983 - 11
  - 1984 - 11
  - 1985 - 3